# Lê Phụ Trần
Lê Phụ Trần (chữ Hán: 黎輔陳, ? -?), tức Lê Tần (黎秦), người Ái Châu, là một danh tướng của triều đại nhà Trần, phục vụ trải các triều Trần Thái Tông, Trần Thánh Tông và Trần Nhân Tông.
Sử sách không ghi chép gì về ngày, tháng, năm sinh mất của ông. Trong Đại Việt Sử ký toàn thư, những ghi chép đầu tiên về ông bắt đầu từ năm 1250 và kết thúc vào năm 1278, khi vợ ông là Chiêu Thánh công chúa mất.

## Thân thế
Trần Bá Chí căn cứ vào Cổ Mai bi ký và Lê triều miêu duệ cho rằng Lê Tần là con Lê Khâm - dòng dõi của hoàng đế Lê Đại Hành. Lê Khâm là một công thần đầu thời Trần, có công giúp Trần Thái Tổ và Thái sư Trần Thủ Độ đánh sứ quân Nguyễn Nộn, được phong tước Thượng vị hầu.

## Cuộc đời
Tháng 2, năm 1250, hoàng đế Trần Thái Tông cho ông làm Ngự sử trung tướng, tri Tam ty viện sự.
Ngày 12 tháng 12, năm 1257, quân Mông Cổ dưới sự chỉ huy của Cốt Đãi Ngột Lang, hay được nhiều người bết đến với tên Ngột Lương Hợp Thai, từ Vân Nam xuôi theo sông Hồng tràn vào Đại Việt. Trần Thái Tông thân hành đốc chiến, xông pha tên đạn. Quan quân hơi núng, hoàng đế ngoảnh trông tả hữu, chỉ có Lê Phụ Trần một mình một ngựa, ra vào trận giặc, sắc mặt bình thản như không. Lúc ấy, có người khuyên đức hoàng dừng lại để chỉ huy chiến đấu. Phụ Trần cố sức can:
"Nay thì bệ hạ chỉ đánh một ván dốc túi thôi! Hãy nên tạm lánh chúng, sao lại có thể dễ dàng tin lời người ta thế!"
Bấy giờ, Thái Tông mới lui quân đóng ở sông Lô. Phụ Trần giữ phía sau. Quân giặc bắn loạn xạ, Phụ Trần lấy ván thuyền che cho Thái Tông khỏi trúng tên giặc. Thế giặc rất mạnh, Thái Tông lại phải lui giữ sông Thiên Mạc. Phụ Trần theo vua bàn những việc cơ mật, rất ít người biết được điều đó. Ngày 24 tháng 12 năm đó, sau thất bại tại Đông Bộ Đầu, quân Mông Cổ rút chạy.
Tháng giêng năm 1258, Trần Thái Tông định công phong tước, ban cho Lê Phụ Trần làm Ngự sử đại phu, tước Bảo Văn hầu; lại đem Chiêu Thánh công chúa gả cho. Thái Tông nói:
"Trẫm không có khanh, thì đâu có ngày nay. Khanh hãy cố gắng để cùng được trọn vẹn về sau".
Nhận xét về việc này, sử gia Ngô Sĩ Liên trong sách Đại Việt Sử ký Toàn thư viết: Vua tôi nhà Trần coi thường đạo vợ chồng lại thấy ở đây lần nữa.
Cũng trong tháng giêng này, ông cùng Chu Bác Lãm (周博覽) đi sứ sang nhà Nguyên. Lúc này, sứ Nguyên sang đòi lễ vật hằng năm, đòi tăng thêm tiến cống, lung tung không định. Vua sai Lê Phụ Trần đi sứ, lấy Bác Lãm làm phó. Cuối cùng quy định 3 năm một lần tiến cống, coi là thường lệ.
Ngày 24 tháng 2 âm lịch năm 1258, Trần Thái Tông nhường ngôi cho con là Trần Hoảng để làm thái thượng hoàng. Trần Hoảng lên ngôi, tức vua Trần Thánh Tông. Tháng 6 năm 1259, Thánh Tông giao cho ông làm Thủy quân đại tướng quân.
Đến tháng 12 năm 1274, Thánh Tông phong ông làm Thiếu sư, kiêm Trừ cung giáo thụ, tức là thầy học của thái tử Trần Khâm.
Tháng 3 năm 1278, Chiêu Thánh công chúa Lý thị qua đời, từ đây cũng không còn ghi chép gì liên quan đến ông nữa.
Sử gia Ngô Sĩ Liên đã nhận định: "Lê Phụ Trần... dũng lược đứng đầu ba quân, một mình một ngựa xông pha trong lúc gian nguy, mà tài văn học của ông đủ để dạy bảo thái tử".

## Gia đình
- Vợ: Công chúa Chiêu Thánh Lý thị, tức Lý Chiêu Hoàng (1218-1279). Hai người sống với nhau từ năm 1258 tới năm 1279.
- Con trai: Thượng vị hầu Lê Tông.[7]
- Con gái: Ứng Thụy công chúa Lê Ngọc Khuê.[7]

### Trần Bình Trọng
PGS Trần Bá Chí căn cứ vào Lê triều miêu duệ và Cổ Mai bi ký cho rằng Lê Phụ Trần là cha Trần Bình Trọng và có thể chính Lê Tông là Trần Bình Trọng vì tài liệu chỉ ghi Lê Phụ Trần và công chúa Chiêu Thánh chỉ có một người con trai, không nhắc đến người con trai nào khác.